# Степная ночница
Степная ночница (лат. Myotis davidii) — вид летучих мышей рода ночницы (Myotis) семейства гладконосые летучие мыши (Vespertilionidae). Эндемик Китайской Народной Республики.

## Описание
Очень маленький вид летучих мышей со сравнительно коротким хвостом. Длина головы и туловища достигает 41-44 мм, длина хвоста — 30-43 мм. Задние лапы имеют длину от 7 до 9 мм. Длина ушей от 12 до 15 мм. Длина предплечья — от 31 до 35 мм, пяточная кость длинная, крыловая перепонка прикрепляется к базальной части пальцев. Длина голени — от 12 до 13 мм, поэтому длина стопы составляет более половины длины голени. Мех на спине тёмно-коричневый с чуть более светлыми кончиками волос, вентральная сторона немного светлее из-за серых кончиков волос.
Череп компактный с очень короткой мордой. Третий верхний премоляр P3 маленький и смещен к внутренней стороне по отношению к зубному ряду, при этом соседние премоляры P2 и P4 находятся в непосредственном контакте. Нижний премоляр p3 также меньше и смещен внутрь, но соседние премоляры p2 и p4, которые также меньше, не контактируют с ним.

## Распространение и образ жизни
Эндемик Китайской Народной Республики, зарегистрирована в провинциях Пекин, Хэбэй, Ганьсу, Цзянси, Фуцзянь, Гуйчжоу и Хайнань. В последнее время вид находят и дальше на север — в Сибири и на Южном Урале. Самое северное местонахождение — 53°28’45''с. ш., 58°39’35''в. д. в Башкортостане, Россия.
Информация об образе жизни этого вида летучих мышей отсутствует.

## Систематика
Первое научное описание было сделано немецким натуралистом Вильгельмом Петерсом в 1869 году, который описал его на основе особей из региона вокруг Пекина и Хэбэя. В более ранних работах этот вид часто рассматривался как подвид Myotis mystacinus.
В рамках вида не выделено ни одного подвида, кроме номинативной формы.

## Охранный статус
Вид отнесён Международным союзом охраны природы (МСОП) к категории «видов вне опасности» из-за сравнительно большого ареала и отсутствия риска коллапса популяции. Однако данные о популяциях и численности вида отсутствуют, а потенциальные угрозы для вида не известны.